# モスクワ・トロリーバス
この項目では、ロシア連邦の首都・モスクワのトロリーバス（ロシア語: Московский троллейбус）について解説する。ソビエト連邦時代の1933年に開通し、度重なる延伸の結果1970年代から2010年代にかけて世界最大のトロリーバスの路線網を有していたが、同年代以降は急速に廃止が行われ、2021年現在は動態保存路線の1系統のみが国営単一企業のモスゴルトランス（Мосгортранс）によって運行されている。

## 概要

### 歴史
1933年11月15日に開通したモスクワ市内のトロリーバスは、ソビエト連邦における最初のトロリーバスでもあった。これはスターリニズムの下で進められたモスクワの都市開発の一環としてニキータ・フルシチョフの後援を受け建設が行われたもので、開業時からモスクワの工場で製造された車両が使用されていた。線路の敷設や給油の必要がない安価な公共交通機関であるトロリーバスは路面電車（モスクワ市電）からの転換も含め長期に渡って路線網の拡張が行われ、特に1950年代から1970年代前半にかけては郊外住宅地の大規模な開発に合わせて急速な延伸が実施された。1970年時点の営業キロは1,253 kmに達した。
新規路線の開通は1992年まで続き、ソビエト連邦の崩壊後は一部路線の廃止が実施されたものの、2011年時点でも約1,300 kmの電化区間、101系統の営業路線、そして1,700両以上の車両を有する、世界最大の路線網が築かれていた。その後も2013年に新たな系統の開通が実施されたが、これが後述するT号線を除き最後の新規系統となった。

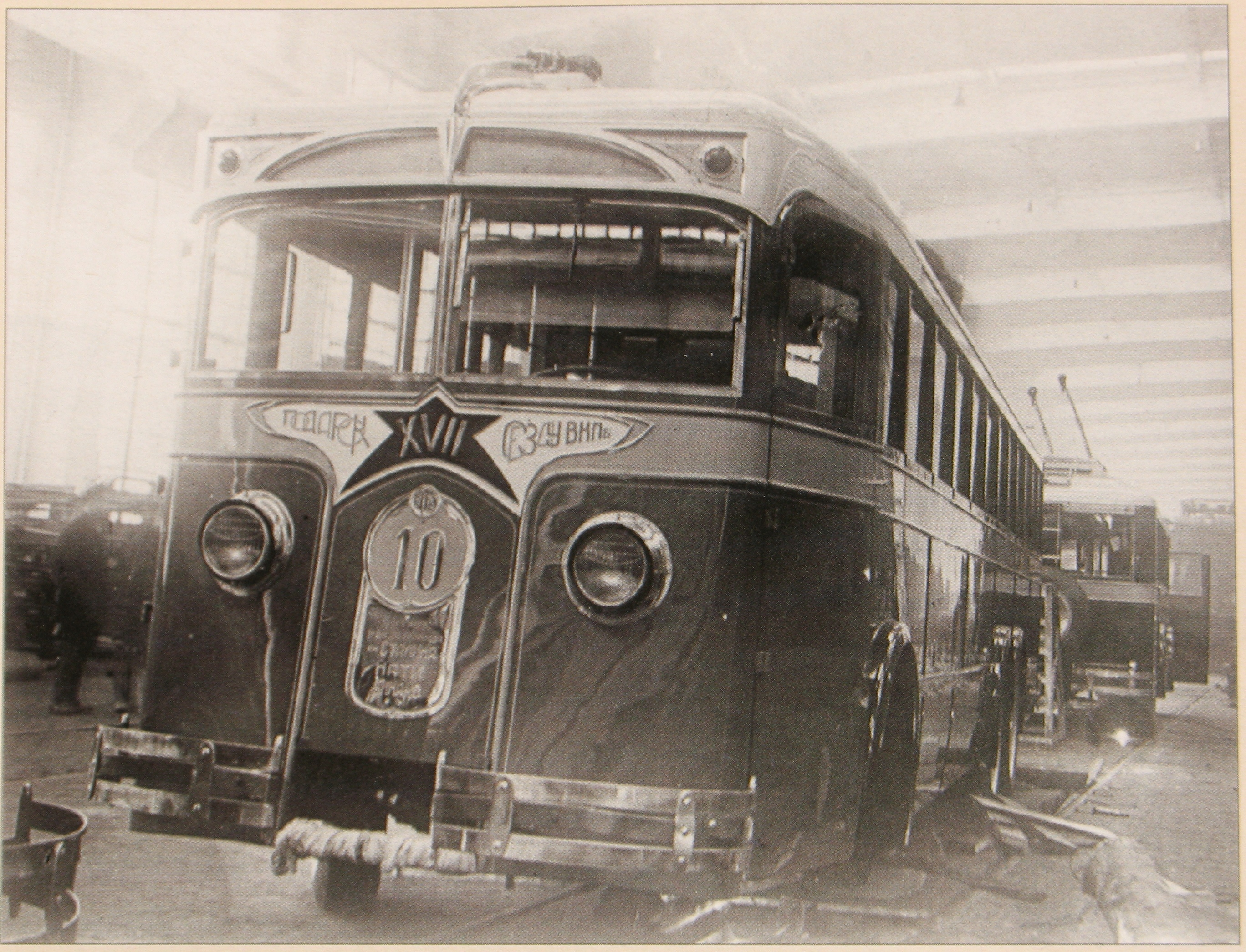
モスクワ・トロリーバス最初の車両であるLK-1（ЛК-1）（1934年撮影）
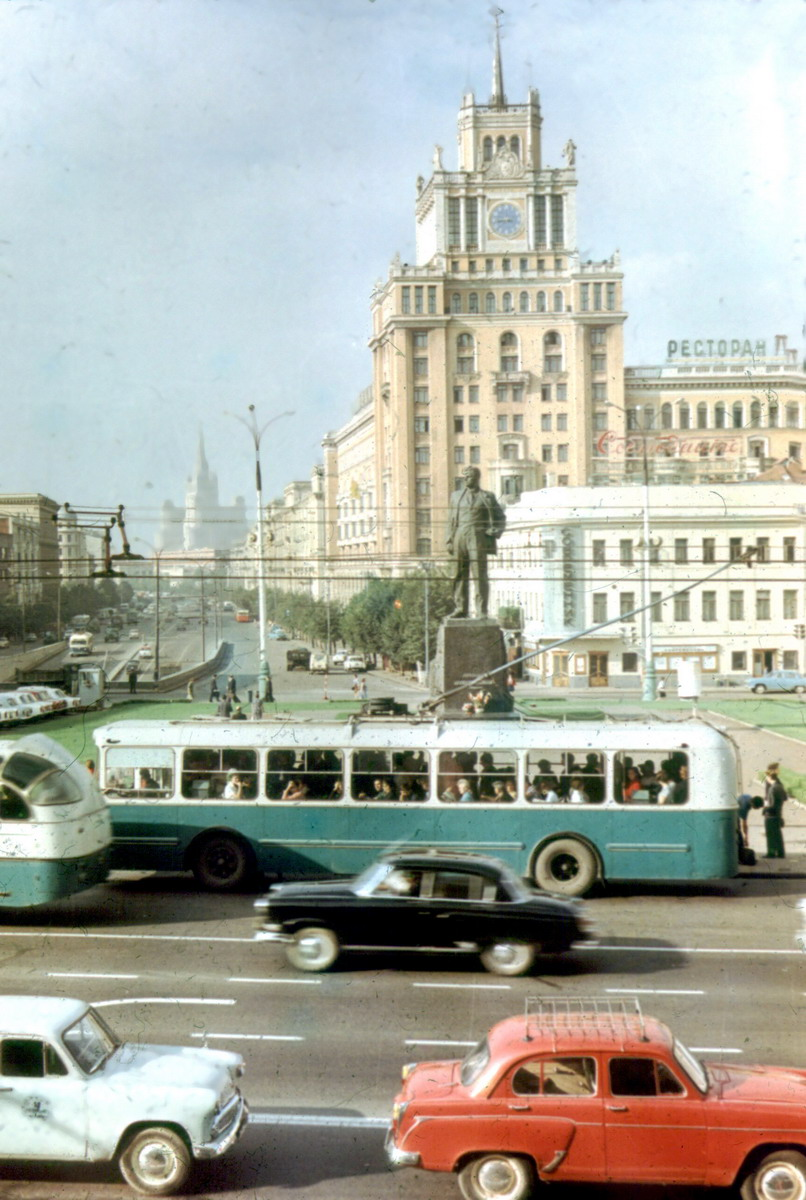
1970年代のトロリーバス（1970年撮影）
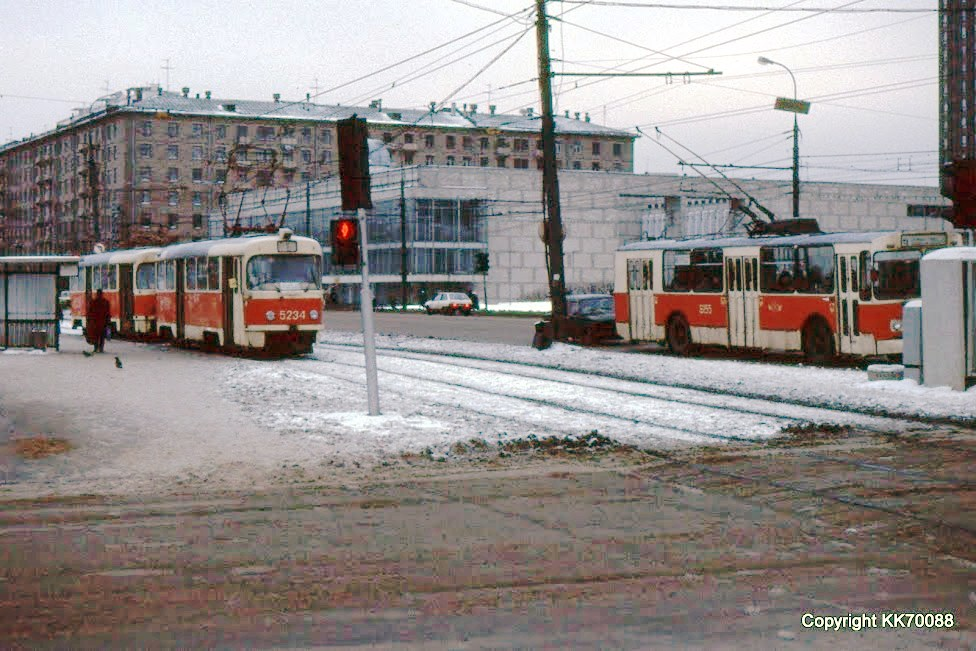
路面電車（左）とトロリーバス（右）（1990年撮影）
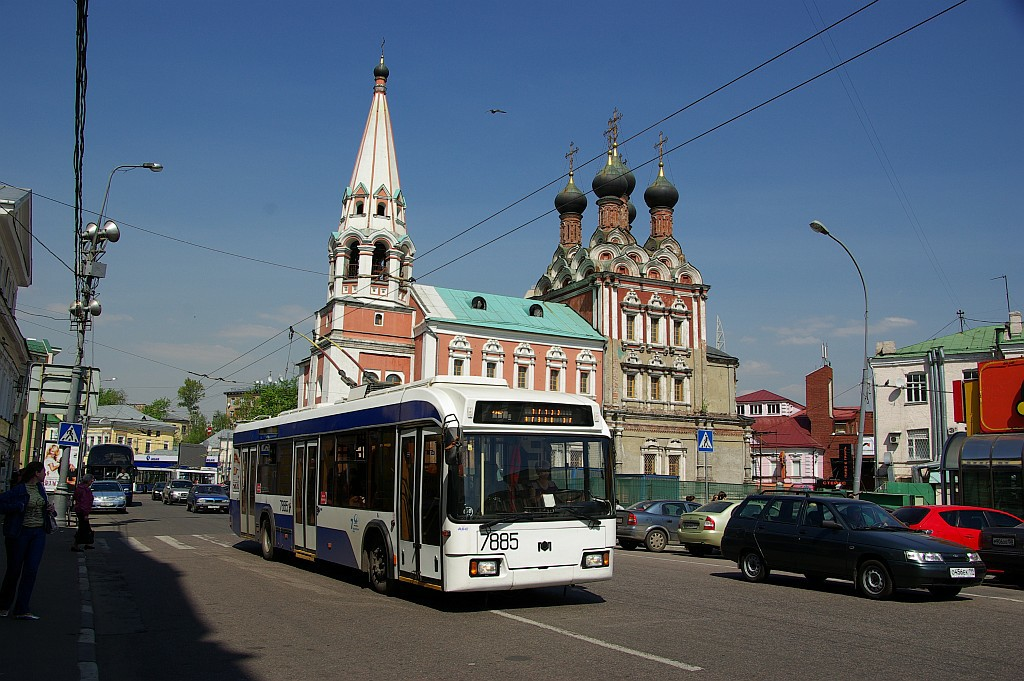
2000年代のトロリーバス（2008年撮影）
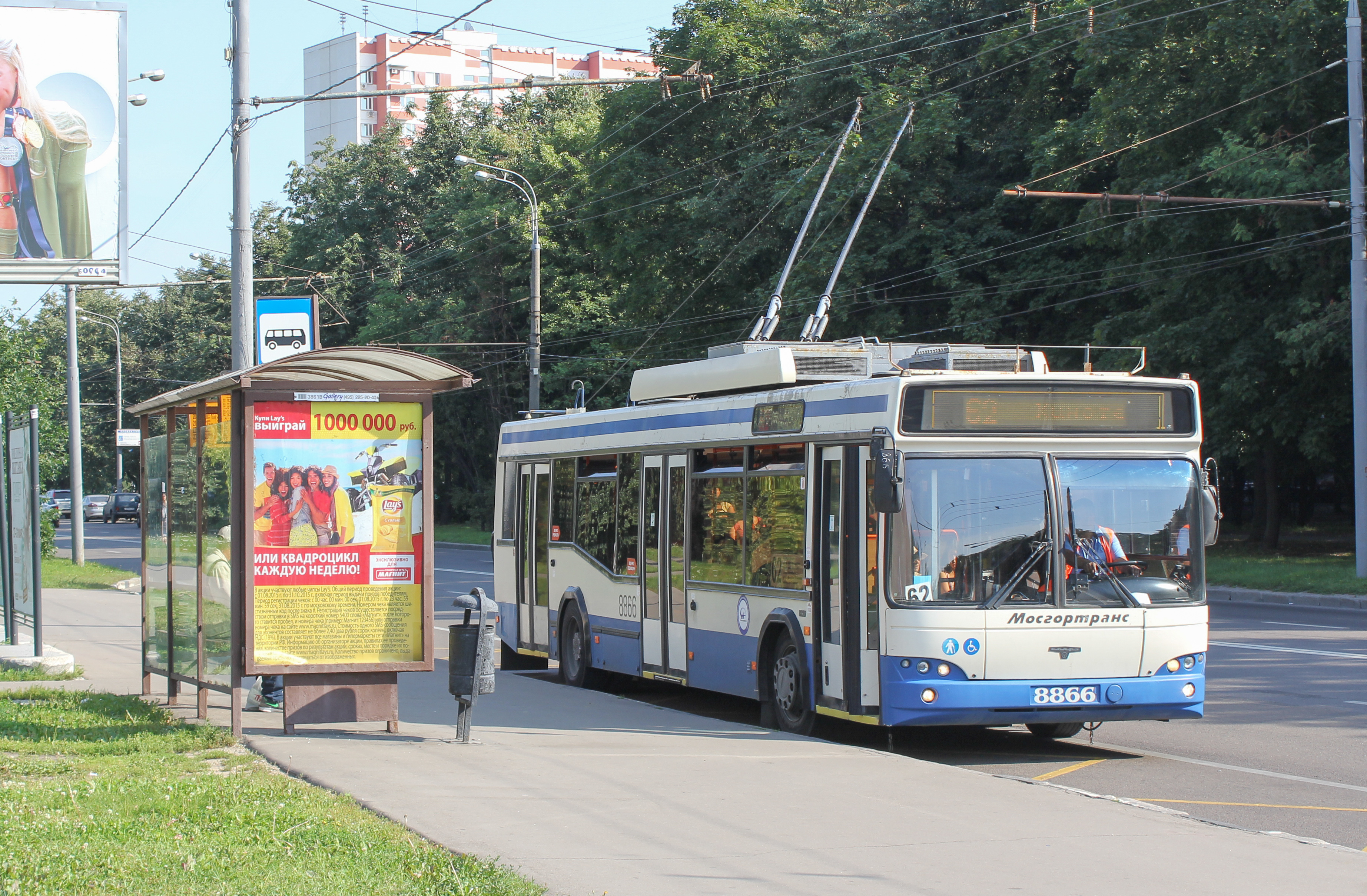
2010年代のトロリーバス（2015年撮影）
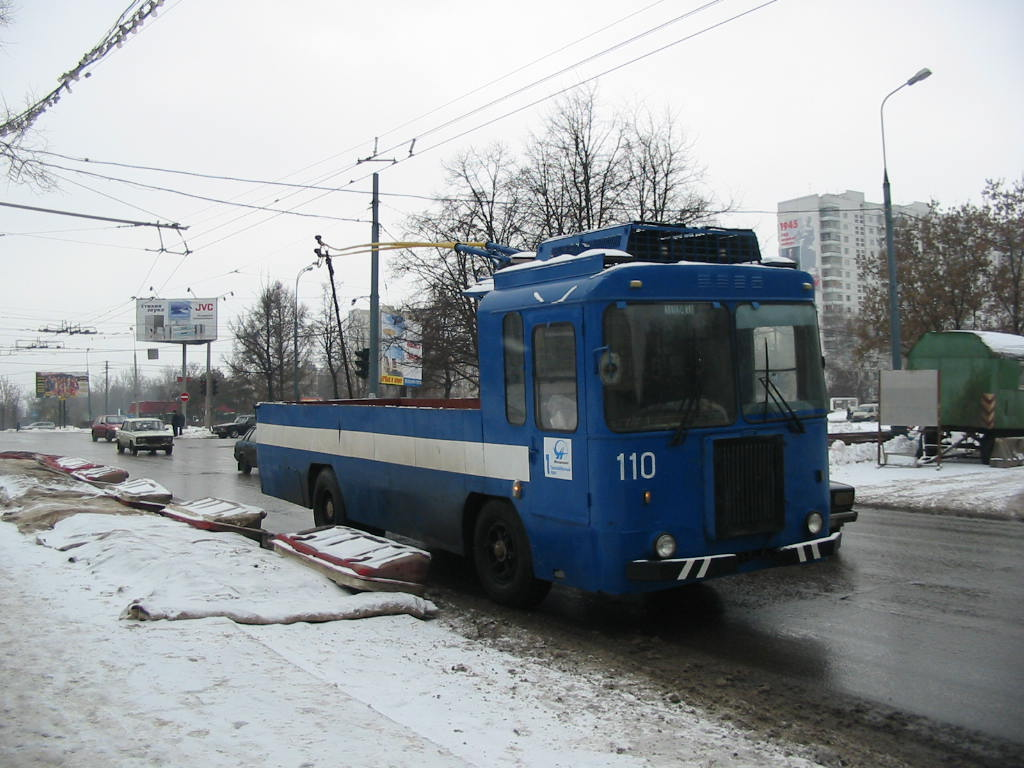
事業用車両（2003年撮影）

### 廃止までの過程

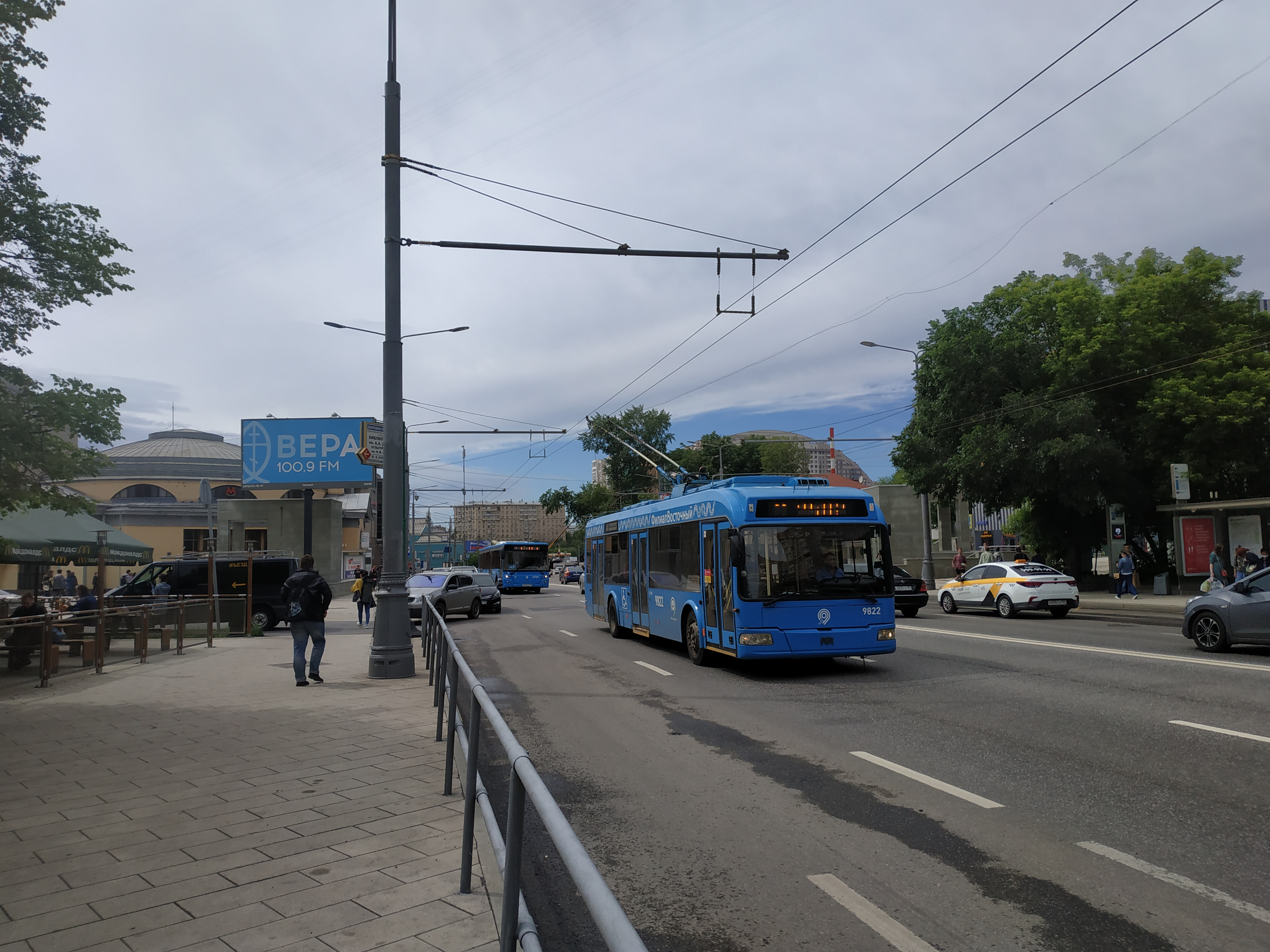
全廃直前のトロリーバス（2020年6月撮影）

2014年、トロリーバスを運営していたモスゴルトランスのゼネラルディレクターであるエフゲニー・ミハイロフ（Евгений Михайлов）はテレビ局からのインタビュー内で路面電車や路線バスの近代化と並行して2020年までにトロリーバス網を廃止する計画を明言した。それ以降、トロリーバスのディーゼルバスや電気バスへの置き換えが急速に実施された。
このトロリーバスの廃止については市幹部の利権を疑う声もあり、市議会からの反対意見や愛好家による存続を訴える運動も起きたものの、最後に残された系統についても予定通り2020年8月24日から25日にかけて運行を停止し、モスクワ市内からモスゴルトランスが運営する営業運転用のトロリーバス路線は姿を消した。最後まで運行していたのは以下の6系統であった。
| 系統番号 | 起点                   | 終点                    | 廃止後の動向                       | 備考・参考 |
| -------- | ---------------------- | ----------------------- | ---------------------------------- | ---------- |
| M4       | метро "Озёрная"        | кинотеатр "Ударник"     | 電気バスへ置き換え(一部経路変更)   |            |
| 28       | метро "Парк Культуры"  | Ленинский просп.        | ディーゼルバスへ置き換え           |            |
| 59       | ул. Генерала Глаголева | метро "Сокол"           | ディーゼルバスへ置き換え(経路変更) |            |
| 60       | метро "Варшавская"     | метро "Новые Черёмушки" | ディーゼルバスへ置き換え           |            |
| 64       | Ивановское             | метро "Выхино"          | ディーゼルバスへ置き換え           |            |
| 72       | пр. Карамзина          | метро "Варшавская"      | ディーゼルバスへ置き換え           |            |

その一方、長年に渡りモスクワの主要な交通機関として活躍した実績を受けて一部区間を動態保存用として維持する事が決定し、「T号線」と名付けられた以下の路線を用い同年9月4日から営業運転を再開している。営業キロは3.74 kmで運賃は60ルーブルである。
| 系統番号 | 経路 | 運行時間     | 所要時間 | 運行間隔  | 備考・参考        |
| -------- | --- | ------------ | -------- | --------- | ----------------- |
| T        | метро "Комсомольская" - метро "Красносельская" - Елоховская пл. - Новорязанскую улицу - Казанского вокзала - метро "Комсомольская" | 8:30 - 20:00 | 20分     | 10 - 20分 | 環状系統 (右回り) |

## 車両
2020年現在、T号線では地元・モスクワのソコルニキ車両修理工場で製造されたSVARZ-MAZ-6275（СВАРЗ-МАЗ-6275）が2両使用されている。これは車内全体が低床構造となっているノンステップバスで、都市での運用に適した構造や内装を有している。これを除いた過去の車両については多くがロシア連邦各地のトロリーバス路線へ譲渡され、各地の路線の近代化や輸送力増強に貢献している他、一部はモスクワで動態保存運転が可能な状態に置かれている。